# Pseudanthessius assimilis
Pseudanthessius assimilis är en kräftdjursart som beskrevs av Georg Ossian Sars 1917. Pseudanthessius assimilis ingår i släktet Pseudanthessius, och familjen Pseudanthessidae. Arten har ej påträffats i Sverige.